# Tisamenus hystrix
Tisamenus hystrix är en insektsart som först beskrevs av Rehn, J.A.G. och J.W.H. Rehn 1939.  Tisamenus hystrix ingår i släktet Tisamenus och familjen Heteropterygidae. Inga underarter finns listade i Catalogue of Life.